# Kitcharao
Kitcharao (Bayan ng Kitcharao) är en kommun i Filippinerna. Kommunen ligger på ön Mindanao, och tillhör provinsen Agusan del Norte. Folkmängden uppgår till 18 659 invånare år 2015.
Kitcharao är indelat i 11 barangayer.